# Cancún
Cancún (kaŋˈkun) je lázeňské město na pobřeží státu Quintana Roo na jihovýchodě Mexika. Je omýváno vodami Karibského moře. Administrativně je správním střediskem okrsku Benito Juárez a státu Quintana Roo. Řadí se k turistickým destinacím. 

## Etymologie názvu
Původ názvu se odvozuje dvojím způsobem, oba podle výslovnosti z mayského jazyka:
1. Podle první a rozšířenější verze jméno města v mayštině znamená "hadí hnízdo".
2. Druhá verze je v mayštině Ka'an Ku´un, což znamená "žlutý had". Tuto teorii podporuje tvar ostrovní části Cancúnu (mezinárodně známé oblasti hotelů) do zvlněného písmene "C", jehož písek je při úsvitu ozařován Sluncem jako žlutý had.

## Historie

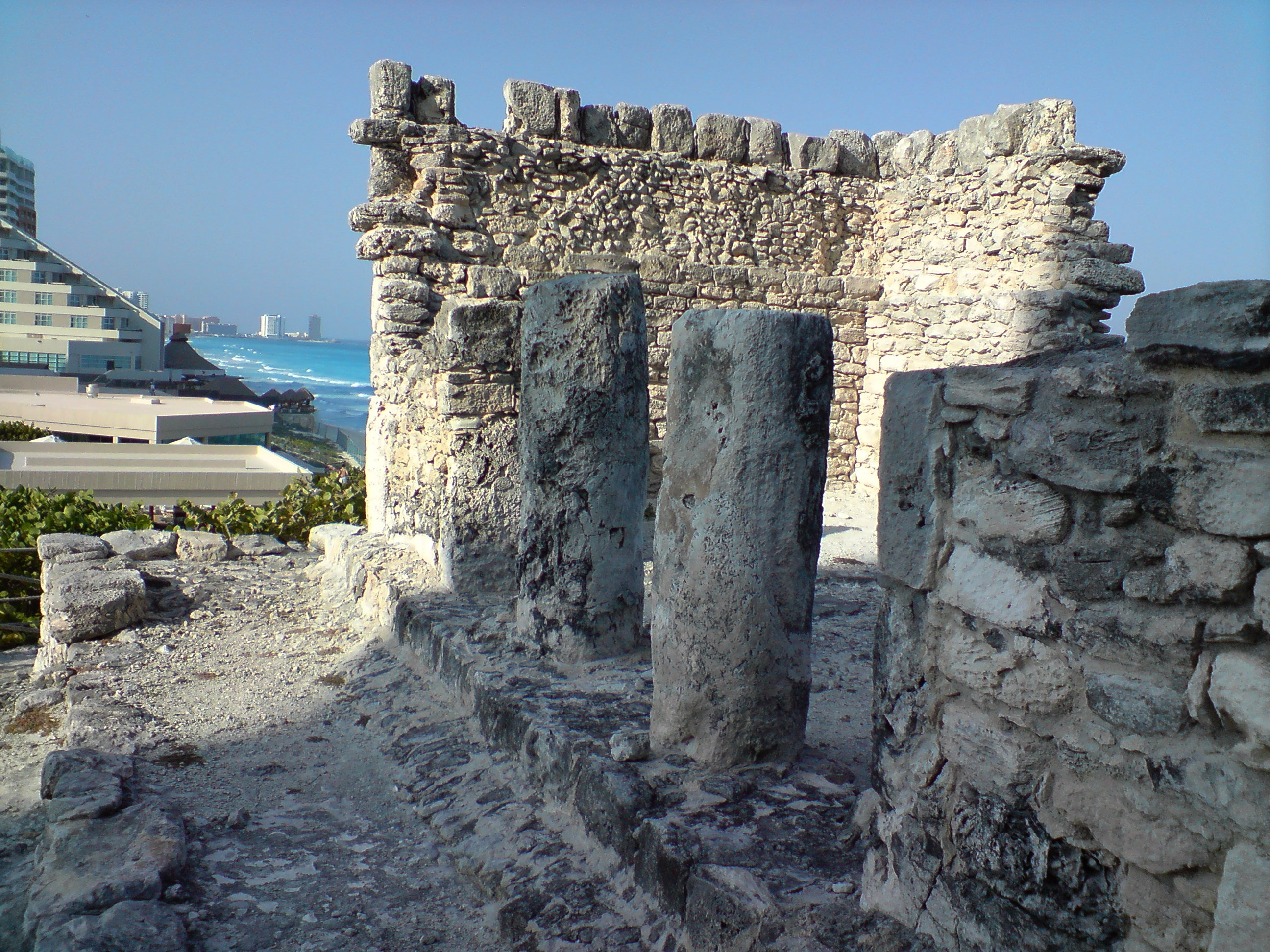
Škorpionův chrám Jamiluum

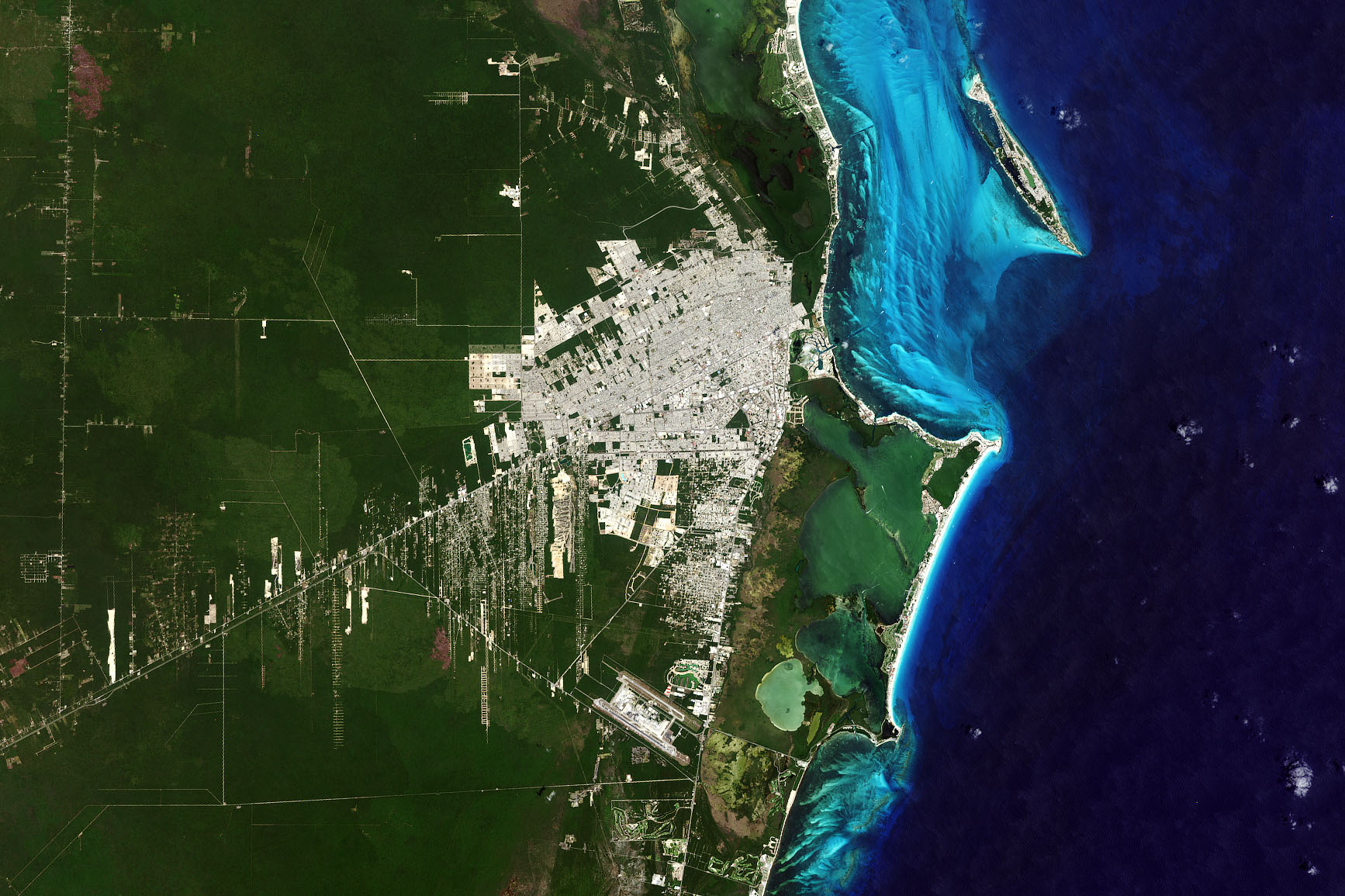
Satelitní snímek města

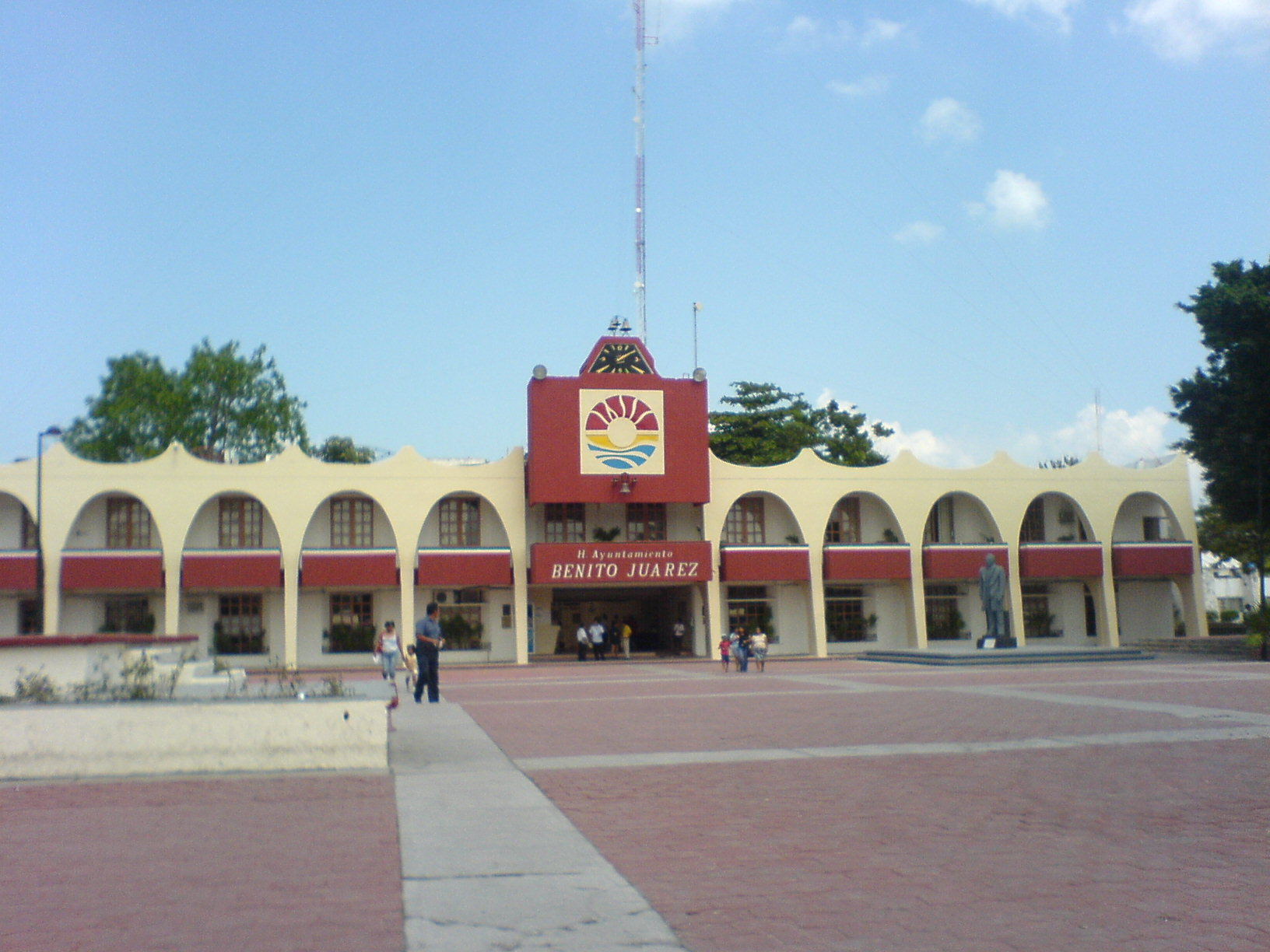
Radnice se znakem Benita Juareze

Historie území podle španělských pramenů sahá do období středověku, kdy zde sídlil kmen Nizuc, což v mayštině znamená Travnaté místo. Vystavěl kamenný sloupový Škorpionův chrám a další stavby, rozeseté po okolí a dochované jen ve fragmentech. 
Po dobytí Yucatánu Španěly mnoho původních obyvatel zemřelo při epidemiích nebo bylo zabito. V 18. století byla osada zaznamenaná na španělských mapách.
Dějiny města jsou krátké. Bylo založeno 23. ledna 1970 mexickou vládou jako turistické středisko a pojmenováno podle přilehlého ostrova. V té době na ostrově žili pouze tři lidé a v nedaleké vesnici Puerto Juárez dalších 117 obyvatel. Poté nastal prudký vývoj v souvislosti s turistickým ruchem. Město do svého znaku převzalo kruhové znamení Slunce zářícího nad pískem a mořem, znak Benita Juáreze.

## Vývoj počtu obyvatel
Cancún se bouřlivě rozvíjel a nyní je městem s největším počtem hotelů v Mexiku, k roku 2015 měl 181 hotelů s 35.023 hosty a 543 restaurací. Počet obyvatel města v roce 2005 dosáhl 526 701 a aglomerace tvořená okrsky Benito Juárez a Isla Mujeres čítala 584 120 lidí, což ji řadí na 26. místo mezi největšími velkoměsty Mexika, ale již na 3. místo jejich ročním přírůstkem, který dosáhl 4,1 % za rok (za Playa del Carmen s 20 % a Reyonosou s 4,2 %).
- Rok 1990 | obyvatel: 167730
- Rok 1995 | 297183
- Rok 2000 | 397191
- Rok 2005 | 526701
- Rok 2010 | 628306
- Rok 2015 | 743626
- Rok 2020 | 888797 zdroj[2]

## Podnebí
Oblast Cancúnu spadá do tropického vlhkého podnebí. Teplota města je vysoká, snižovaná mořským vánkem, který cirkuluje třídami města. Denní teplota obvykle stoupá na 26 °C až 36 °C, přičemž těch nejvyšších dosahuje v letních měsících mezi květnem a srpnem. V létě se objevují občasné a přechodné silné tropické lijáky. Od září do listopadu se mohou vyskytnout deště a silný vítr. Průměrné roční srážky jsou 1 200 mm. Mezi listopadem a dubnem se obloha neobyčejně vyjasní.
Období bouří a hurikánů přichází v červenci a trvá až do listopadu. Hurikán Wilma za sebou zanechal velké ztráty v turistickém sektoru. Podobným způsobem bylo město zasaženo hurikánem Gilberto v září 1988.

## Školství a kultura
Město má čtyři univerzity, nejstarší Universidad del Caribe byla založena roku 2000.

## Turistické cíle
- Ruiny Škorpionova chrámu s další archeologické památky
- Řídicí věž starého letiště - nyní památník a rozhledna
- "Karibská fantazie" - památník summitu Sever-Jih, konaného zde v září roku 1981; kašna tvořená železobetonovou konstrukcí ve tvaru pyramidy ze zbořeného hotelu Sheraton, v němž se summit konal.
- Podmořské muzeum

## Slavní rodáci
- Carlos Vela (* 1989) - fotbalista

## Partnerská města
- Ceccano, Itálie
- Granadilla de Abona, Španělsko
- Tenerife, Španělsko
- La Antigua, Guatemala
- Mar del Plata, Argentina
- Mérida, Mexiko
- Oaxaca de Juárez, Mexiko
- Puebla, Mexiko
- Punta del Este, Uruguay
- Taxco de Alarcón, Guerrero, Mexiko
- Tijuana, Baja California Sur, Mexiko
- Tlaquepaque, Jalisco, Mexiko
- Tuxtla, Mexiko
- Varadero, Kuba
- Timișoara, Rumunsko
- Naperville, Illinois, USA
- Wichita, Kansas, USA